# Dark at the End of the Tunnel
| Оценки критиков               | Оценки критиков |
| Источник                      | Оценка          |
| ----------------------------- | --------------- |
| AllMusic                      | [ 1 ]           |
| The Rolling Stone Album Guide | [ 2 ]           |

Dark at the End of the Tunnel — седьмой студийный альбом нью-вейв-группы Oingo Boingo, выпущенный в 1990 году.

## Музыка
Dark at the End of the Tunnel ознаменовал собой стилистический сдвиг в сторону баллад с менее синтезаторным инструментарием и более эмоциональной лирикой, чем на предыдущих записях группы. Однако открывающая альбом тяжёлая рок-песня, «When the Lights Go Out», больше напоминает предыдущую работу группы, а «Run Away» была одной из их самых откровенных песен в стиле ска на сегодняшний день..
К моменту записи альбома фронтмен Дэнни Эльфман стал известным композитором для фильмов, особенно в сотрудничестве с Тимом Бёртоном. Два трека с альбома ранее появлялись в саундтреках к фильмам: ранняя запись «Try to Believe» впервые появилась как инструментальная во время финальных титров фильма 1988 года «Успеть до полуночи» (озвучена Эльфманом), а вокальная версия, указанная как «Mosley & The B-Men» вошла в саундтрек к фильму; Точно так же другой микс «Flesh 'N Blood» прозвучал в фильме «Охотники за привидениями 2» и включён в его саундтрек.
В марте 1990 года «When the Lights Go Out» достигла 15 места в чарте Billboard Alternative Songs chart.

## Обложка
На обложке альбома изображена часть картины художника Петра Зокоски «Вулкан»
Промо-версия альбома была выпущена на виниловом диске с изображениями, на одной стороне которого была обложка альбома, а на другой — цветная фотография группы.

## Список композиций
Слова и музыка всех песен — Дэнни Эльфмана.
| №                   | Название                                                 | Длительность |
| ------------------- | -------------------------------------------------------- | ------------ |
| 1.                  | «When the Lights Go Out»                                 | 4:11         |
| 2.                  | «Skin»                                                   | 4:43         |
| 3.                  | «Out of Control»                                         | 4:12         |
| 4.                  | «Glory Be»                                               | 5:03         |
| 5.                  | «Long Breakdown»                                         | 4:39         |
| 6.                  | «Flesh 'N Blood»                                         | 4:19         |
| 7.                  | «Run Away (The Escape Song)»                             | 4:20         |
| 8.                  | «Dream Somehow»                                          | 4:39         |
| 9.                  | «Is This»                                                | 3:27         |
| 10.                 | «Right to Know» (Эксклюзивный бонус-трек на CD/кассетте) | 3:58         |
| 11.                 | «Try to Believe»                                         | 4:33         |
| Общая длительность: | Общая длительность:                                      | 47:46        |

## Участники записи
Oingo Boingo
- Дэнни Эльфман — вокал
- Джон Авила[англ.] — бас-гитара, вокал
- Стив Бартек — гитары
- Карл Грейвс — клавишные, вокал
- Джонни «Ватос» Эрнандес — барабаны, перкуссия
- Сэм Фиппс[англ.] — тенор и сопрано саксофоны
- Леон Шнайдерман — баритон-саксофон
- Дейл Тёрнер[англ.] — труба

Дополнительные музыканты
- Брюс Фаулер[англ.] — тромбон
- Ральф Грирсон — фортепиано
- Кенни Котвиц — аккордеон
- Брайан Манн — аккордеон
- Ивонн С. Мориарти — валторна
- Максин Уотерс — дополнительный вокал («Try to Believe»)
- Джулия Уотерс — дополнительный вокал («Try to Believe»)

Технический персонал
- Крис Лорд-Алдж — сведение
- Талли Шервуд — второй инженер
- Билл Джексон — звукоинженер
- Джефф Лорд-Алдж — звукоинженер
- Джим Скотт — дополнительная звукоинженерия
- Чаба Петоч — дополнительная звукоинженерия
- Брайан Суси — помощник звукоинженера
- Дэвид Крэгин — ассистент студии
- Грег Фулгинити[англ.] — мастеринг
- Вартан[англ.] — художественное направление
- DZN, The Design Group — дизайн
- Дэннис Кили — фотография